# ژلیتس‌کیش‌فالود
ژِلیتس‌کیش‌فالود (به مجاری:  Zselickisfalud) یک منطقهٔ مسکونی در مجارستان است که در ناحیه کاپوشوار واقع شده‌است. ژِلیتس‌کیش‌فالود ۲۶٫۰۸ کیلومتر مربع مساحت و ۲۳۳ نفر جمعیت دارد.